# Olinia radiata
Olinia radiata är en tvåhjärtbladig växtart som beskrevs av Hofmeyr och Phillips. Olinia radiata ingår i släktet Olinia och familjen Penaeaceae. Inga underarter finns listade i Catalogue of Life.